# DB Cargo France
DB Cargo France SAS (ehemals Euro Cargo Rail (ECR)) mit Sitz in Aubervilliers ist eine Bahngesellschaft, die seit 2007 der Deutsche-Bahn-Tochter DB Cargo gehört.

Altes Logo der Euro Cargo Rail SAS bis 29. Februar 2016

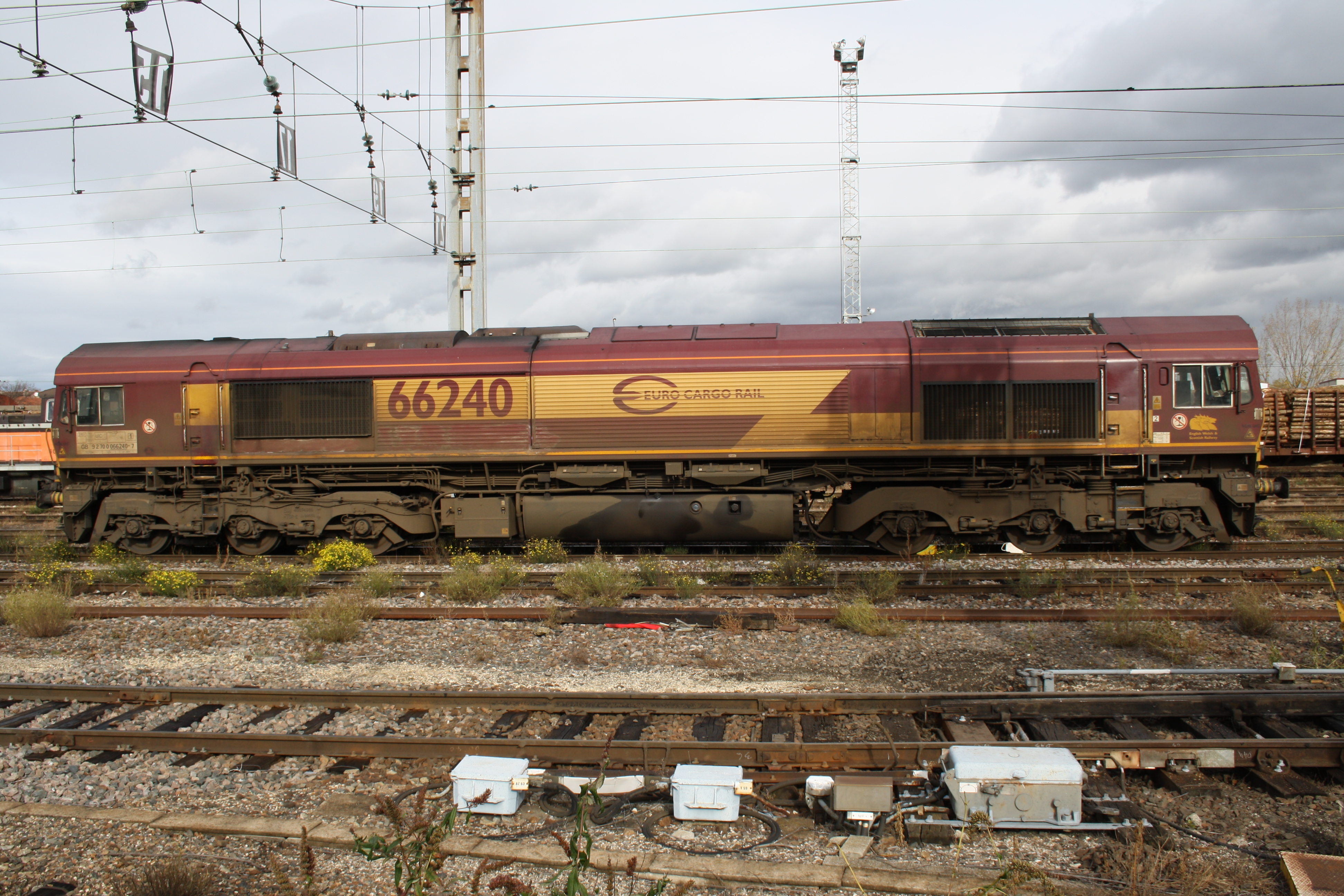
EMD Class 66 der ECR in Saint-Etienne (2009)

Im Zuge der zögerlichen Öffnung des französischen Marktes für Konkurrenten der staatlichen SNCF ist DB Cargo France erst (nach SNCF und Veolia) die dritte französische Güterbahngesellschaft, die dabei aber mit einem geschätzten Marktanteil von 14 Prozent (2010) der größte unabhängige Anbieter ist.

## Geschichte
Das britische Eisenbahnunternehmen English, Welsh & Scottish Railway (EWS) expandierte im Herbst 2005 auf das europäische Festland und transferierte mehrere dieselelektrische Lokomotiven der Baureihe Class 66 nach Frankreich. Die französische Dependance firmierte zunächst unter der Bezeichnung EWSI (für EWS International). Nach und nach wurden die Maschinen auf ECR (für Euro Cargo Rail) umgezeichnet. Im Sommer 2007 wurde die EWS, und mit ihr ECR, von der Deutschen Bahn übernommen.
Am 30. September 2010 erhielt ECR durch die französische Schienenverkehrsbehörde EPSF die Zulassung für das gesamte französische Bahnnetz. Zum 1. März 2016 wurde das Logo an die Muttergesellschaft DB Cargo angeglichen.
Im September 2021 erfolgte die Umbenennung der Euro Cargo Rail SAS (ECR) zu DB Cargo France SAS.

## Fahrzeuge und Werkstatt

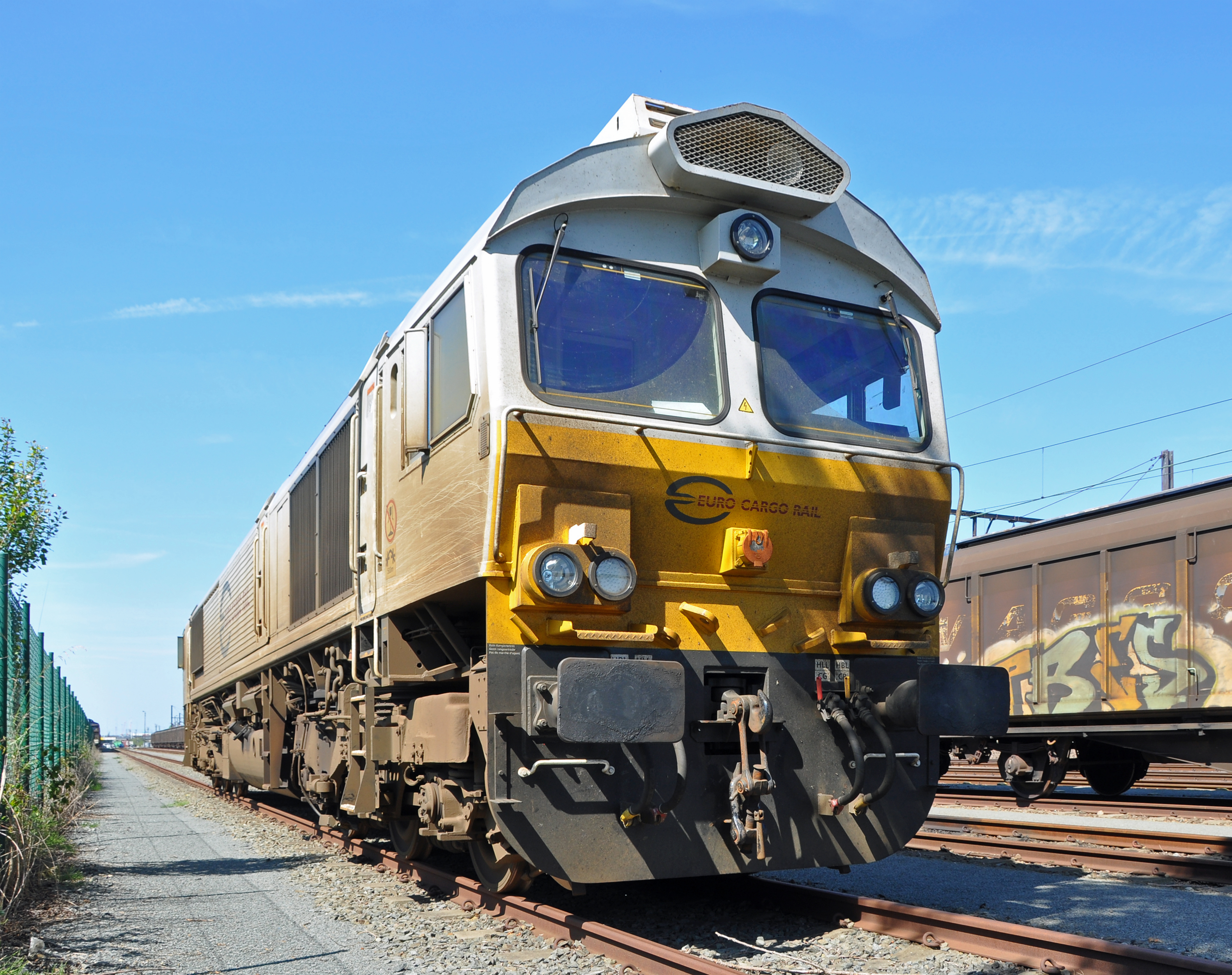
77030 der ECR (EMD Class 77)
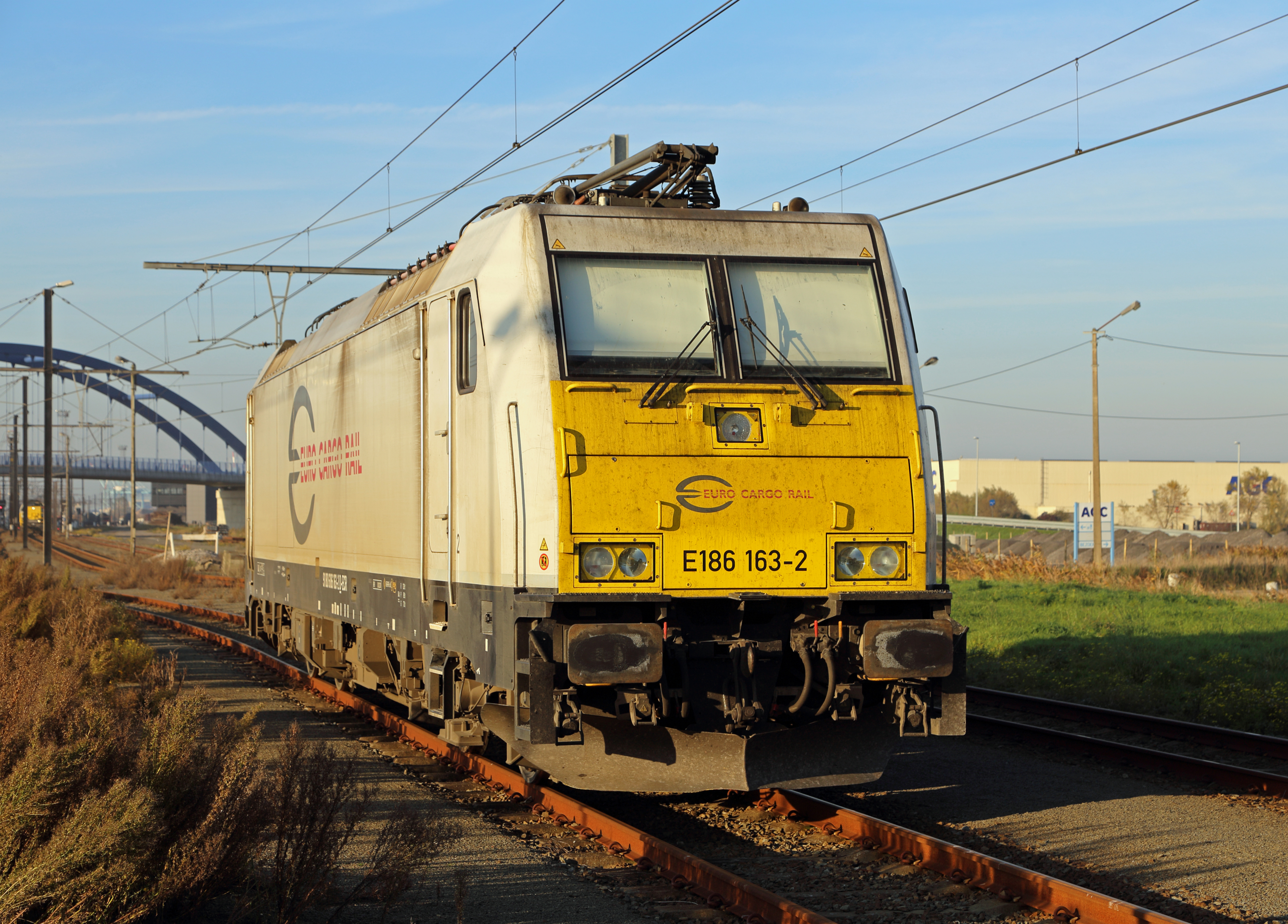
E186 163-2 der ECR (Bombardier TRAXX)
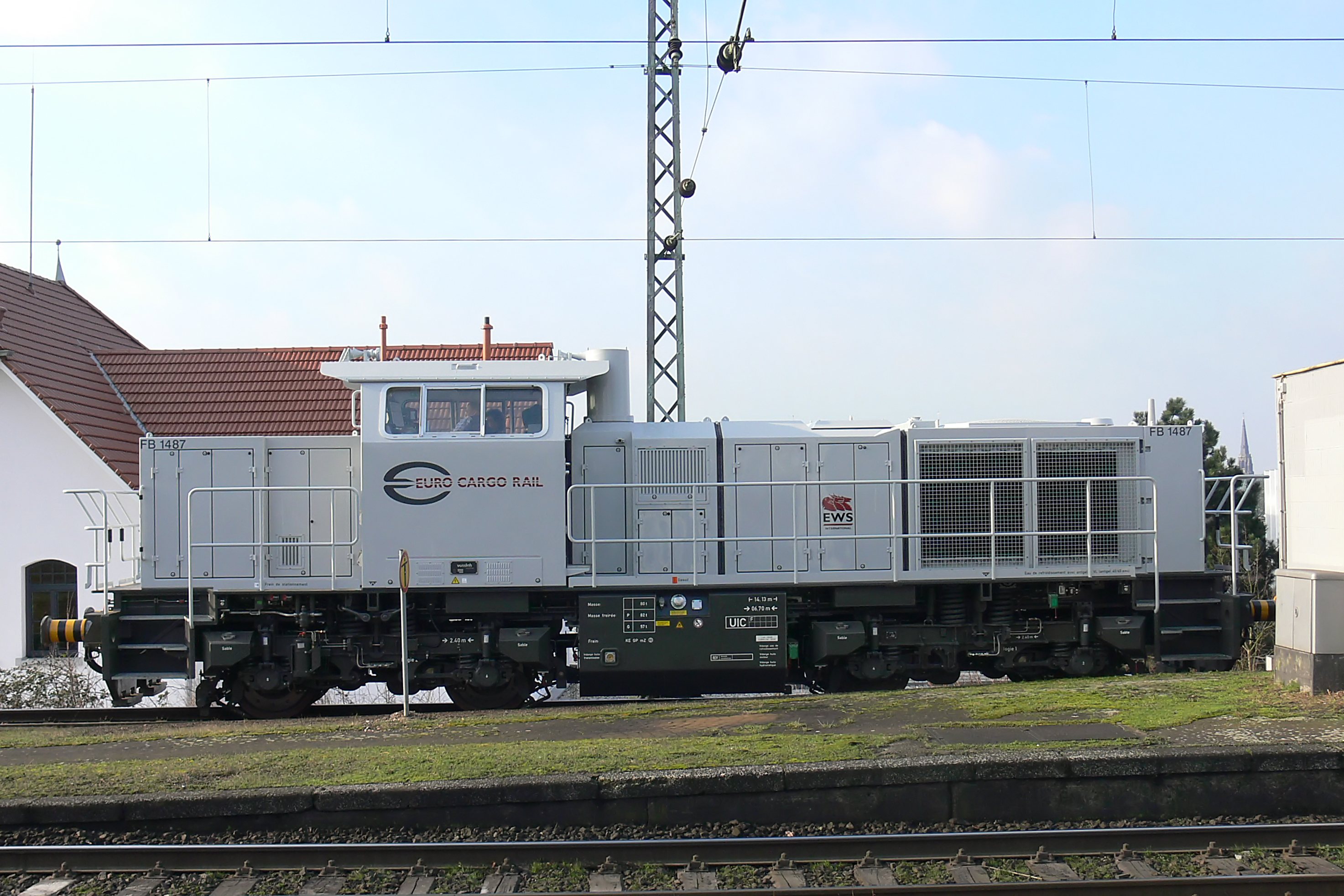
FB 1487 der ECR (Vossloh G 1000 BB)

Die Werkstatt in Alizay ist auf Lokomotiven EMD JT42CWR spezialisiert.